# Boehmeria virgata
Boehmeria virgata là loài thực vật có hoa trong họ Tầm ma. Loài này được (G.Forst.) Guill. mô tả khoa học đầu tiên năm 1837.